# Hiyō (lớp tàu sân bay)
Lớp tàu sân bay Hiyō (tiếng Nhật: 飛鷹型航空母艦; Hiyō-gata kōkūbokan) bao gồm hai tàu sân bay được Hải quân Đế quốc Nhật Bản sử dụng trong Chiến tranh Thế giới thứ hai. Cả hai chiếc trong lớp đều được đặt lườn như những tàu biển chở khách hạng sang trước khi được Hải quân Nhật trưng dụng và cải biến thành tàu sân bay vào năm 1940.

## Những chiếc trong lớp
| Tàu          | Đặt lườn             | Hạ thủy             | Hoạt động           | Số phận                                                           |
| Hiyō (飛鷹)  | 30 tháng 11 năm 1939 | 24 tháng 6 năm 1941 | 31 tháng 7 năm 1942 | Bị đánh chìm 21 tháng 6 năm 1944 trong trận chiến biển Philippine |
| Junyō (隼鷹) | 20 tháng 3 năm 1939  | 26 tháng 6 năm 1941 | 3 tháng 5 năm 1942  | Được tháo dỡ 1947                                                 |